# Knud Henneberg
'Knud Henneberg (2. februar 1756 – 2. oktober 1832) var en dansk præst og forfatter.
Knud Henneberg blev født i Odense, af borgerlige forældre; blev dimitteret til Københavns Universitet fra sin fødebys gymnasium 1774; teologisk kandidat (laud.) i december 1778. Han blev kapellan pro persona til Budolphi Kirke i Aalborg i marts 1785, og residerende kapellan ved samme menighed 1797, desuden præst ved Hospitalet i Aalborg 1818.
Han var forfatter til flere forskellige skrifter, Kan Gibraltar indtages eller ikke? eller temmelig udførlig Beskrivelse over Gibraltar, dens Fæstningsværker og Omegn, med Tegning (1808), Hvad er Edda? eller Raisonneret kritisk Undersøgelse over de tvende ved Gallehuus fundne Guldhorn...etc (1812) og Blomsterkrandsene, et originalt Syngestykke i een Act (1812), alle udgivet i Aalborg, foruden flere lejlighedsdigte.
Han blev 2. juni 1813 medlem af Det kongelige danske Selskab for Fædrelandets Historie.
Han var gift med Mette Cathrine Boye (død 10. november 1841.